# Pottingány
Pottingány (románul: Pottingani) település Romániában, Erdélyben, Hunyad megyében.

## Fekvése
Körösbányától északkeletre fekvő település.

## Története
Pottingány, Patingafalva nevét 1441-ben, majd 1445-ben említette először oklevél Pontingalfalwa néven. 1525-ben Potingan, 1733-ban Potigas, 1760–1762 között Potingány, 1808-ban Potingány ~ Potigány, 1888-ban Potingány (Pottingány), 1913-ban Pottingány néven írták.
1525-ben Potingant a világosi vár tartozékai között sorolták fel; talán ugyanez 1464-ben Nagypathak.
A trianoni békeszerződés előtt Hunyad vármegye Brádi járásához tartozott. 1910-ben 226 görögkeleti ortodox román lakosa volt.